# Puvirnituq
Puvirnituq (in lingua inuktitut: ᐳᕕᕐᓂᑐᖅ) è un villaggio del Canada, situato nella provincia del Québec, nella regione di Nord-du-Québec.